# Laccophilus addendus
Laccophilus addendus är en skalbaggsart som beskrevs av Sharp 1882. Laccophilus addendus ingår i släktet Laccophilus och familjen dykare. Inga underarter finns listade i Catalogue of Life.